# مارقيان
كان مارقيان (392 – 27 يناير 457) إمبراطورًا رومانيًا للشرق من سنة 450 حتى 457. لم يُعرف سوى القليل عن حياته قبل أن يصبح إمبراطورًا، بخلاف أنه كان دومينيكوس (مساعدًا شخصيًا) خدم تحت قيادة أردابور وابنه أسبار لمدة خمسة عشر عامًا. بعد وفاة الإمبراطور ثيودوسيوس الثاني في 28 يوليو عام 450، رُشح مارقيان للعرش من قبل أسبار، الذي كان له نفوذ كبير بسبب قوته العسكرية. بعد شهر من المفاوضات، وافقت بلخريا، شقيقة ثيودوسيوس، على الزواج من مارقيان. قد يكون زينو، القائد العسكري الذي كان نفوذه مشابهًا لنفوذ أسبار، قد شارك في هذه المفاوضات، حيث حصل على لقب رفيع المستوى في البلاط الملكي وهو بِطْرِيق عند قبول مارقيان في الملكية. انتخب مارقيان ونُصّب في 25 أغسطس عام 450.
عكس مارقيان العديد من تصرفات ثيودوسيوس الثاني في علاقة الإمبراطورية الرومانية الشرقية مع شعب الهون تحت حكم أتيلا وحتى في الأمور الدينية. ألغى مارقيان على الفور جميع المعاهدات مع أتيلا، منهيًا بذلك جميع مدفوعات الدعم له. في عام 452، بينما كان أتيلا يغزو إيطاليا، ثم جزءًا من الإمبراطورية الرومانية الغربية، أطلق مارقيان رحلات استكشافية عبر نهر الدانوب إلى السهل المجري العظيم، وهزم الهون في معقلهم. سمح هذا الإجراء، المصحوب بالمجاعة والطاعون الذي اندلع في شمال إيطاليا، للإمبراطورية الرومانية الغربية بدفع أتيلا للانسحاب من شبه الجزيرة الإيطالية.
بعد وفاة أتيلا في عام 453، استغل مارقيان ما نتج عن ذلك من تجزئة التحالف الهوني من خلال توطين القبائل الجرمانية داخل الأراضي الرومانية باعتبارهم فيوديراتي («مُتَّحِدين» لتقديم الخدمة العسكرية مقابل فوائد معينة). كما عقد مارقيان مجمع خلقيدونية، الذي أعلن أن يسوع له «طبيعتان»: إلهية وبشرية. أدى ذلك إلى اغتراب سكان المحافظات الشرقية من سوريا ومصر، حيث كان العديد منهم ميافيزية، رافضين الكرستولوجيا الرسمية الجديدة. توفي مارقيان في 27 يناير 457، تاركًا الإمبراطورية الرومانية الشرقية مع فائض في الخزينة قدره سبعة ملايين قطعة نقدية صوليدوس، وهو إنجاز مثير للإعجاب نظرًا إلى الخراب الاقتصادي الذي ألحقه الهون ومدفوعات إتاوة ثيودوسيوس بالإمبراطورية الرومانية الشرقية. بعد وفاته، تخطى أسبار صهر مارقيان، أنثيميوس، حيث كان له قائد عسكري يدعى ليو الأول، انتُخب إمبراطورًا.

## نشأته
ولد مارقيان نحو عام 392، في تراقيا أو إيليريا. يصفه المؤرخ القديم جون مالالاس بأنه طويل القامة ولديه إعاقة من نوع ما في القدم. من المعروف القليل عن نشأة مارقيان. خدم والده في الجيش في سن مبكرة، جُند مارقيان في فيليبوبوليس في تراقيا. بحلول وقت الحرب الرومانية-الساسانية من 421-422، كان مارقيان قد وصل إلى مرتبة أطربون. لم يشارك في معارك الحرب نفسها لأنه مرض في ليقيا. هناك كان يهتم به تاتيانوس، الذي أصبح فيما بعد بريفكتوس أوربي (حاكم المناطق الحضرية)، وشقيقه يوليوس. ترقى مارقيان في النهاية ليصبح دوميستكوس (مساعدًا شخصيًا) لأسبار، الذي كان الماجيستر ميليتوم (قائد الجنود) للإمبراطورية الرومانية الشرقية. على الرغم من كونه ألاني، فإن أسبار كان له نفوذ كبير في الإمبراطورية الرومانية الشرقية، مشابهًا لنفوذ ستيليكو في الإمبراطورية الرومانية الغربية. في أوائل عقد 430، خدم مارقيان تحت قيادة أسبار في أفريقيا الرومانية، حيث أُسر من قبل الوندال. تروي بعض المصادر رواية على الأرجح خاطئة عن مارقيان، أنه عندما كان في الأسر، اجتمع بملك الوندال جنسريق الذي توقع أن مارقيان سيصبح إمبراطورًا لاحقًا. بعد أسره، لم يُذكر اسم مارقيان مرة أخرى حتى وفاة إمبراطور الإمبراطورية الرومانية الشرقية ثيودوسيوس الثاني.

## فترات الحكم

### عهد ثيودوسيوس الثاني
ابتُليت الإمبراطورية الرومانية الشرقية بتهديدات خارجية في عهد ثيودوسيوس الثاني. في عام 429، بدأ الوندال بقيادة جنسريق، في غزو إفريقيا الرومانية. قام ثيودوسيوس على الفور بالرد، وذلك بإرساله أسبار وثلاثة قادة آخرين في صيف عام 431 في محاولة لصدهم. في الشمال، أرسل الهون الذين كانوا يهاجمون عادةً الإمبراطورية الشرقية كلما كانت جيوشها منشغلة وينسحبون مع عودة تلك القوات، سفراء إلى ثيودوسيوس في 431، مطالبين بدفعه جزية. وافق على طلبهم بدفع 350 جنيهًا (160 كيلوغرام) من الذهب سنويًا. في عام 434، كانت الجيوش الرومانية الشرقية لا تزال تقوم بحملات ضد الوندال في أفريقيا، بعد أن واجهت هزائم أولية وانسحاب العديد من الجنود الرومان الغربيين. ونظرًا للضعف الروماني الشرقي، ضاعف الهون طلبهم، وطلبوا 700 جنيه (320 كيلوغرام) من الذهب سنويًا، ووافق ثيودوسيوس على مطالبهم، كان التهديد الذي شكله الهون على الإمبراطورية الشرقية المحمية بصورة ضعيفة كافياً لكي يستدعي ثيودوسيوس عددًا كبيرًا من قواته من إفريقيا. مع وجود أعداد كبيرة من الجيوش الرومانية الشرقية في موطنها، ومع تولي أتيلا الهوني السلطة في الاتحاد الهوني، وانشغاله بحملاته في الشمال، رفض ثيودوسيوس دفع الجزية واستمر في ذلك حتى عام 439. في 19 أكتوبر من عام 439، هزم الوندال الجيوش الرومانية الشرقية الضعيفة واستولوا على قرطاج. بدأت كل من الإمبراطوريتان الرومانيتان الغربية والشرقية في إعداد هجوم مضاد كبير، مجردةً بذلك مقاطعات البلقان من الحماية. في ربيع عام 440، أبحرت 1,100 سفينة من القسطنطينية إلى أفريقيا، أي ضعف حجم الأسطول الذي أرسله الإمبراطور جستينيان الأول بعد قرن من الزمن.
كان إرسال مثل هذا العدد الكبير من القوات الرومانية الشرقية مقامرة ضخمة من جانب ثيودوسيوس. كان يراهن على أن المدن المحصنة على طول نهر الدانوب يمكنها أن تؤخر الهون لفترة كافية لتكتسب القوة الغازية موطئ قدم آمن في إفريقيا، ما يسمح باسترجاع القوات مرة أخرى إلى الحدود الشمالية. استمرت هذه المقامرة حتى عام 442 عندما قاد أسقف مارغوس مجموعة مغيرة إلى داخل أراضي الهون ودنس مقابرهم الملكية. استجابةً لهذا التدنيس، طالب أتيلا بتسليم الأسقف. لضمان سلامته، عقد الأسقف صفقة مع أتيلا، وسلمه مدينة مارغوس في مقابل حياته. مع السيطرة على مارغوس، أصبح لأتيلا موطئ قدم عبر نهر الدانوب، الذي استغله بقوة، واستولى على مدن فيميناسيوم وسينغدونوم وسيرميوم ودمرها. استدعى ثيودوسيوس أسبار إلى القسطنطينية وشن هجومًا مضادًا. بعد هزيمة قواته نهائيًا، تعهد ثيودوسيوس بدفع جزية للهون كل عام، واستمر بذلك حتى وفاته عام 450.

### الصعود إلى العرش
بعد وفاة ثيودوسيوس الثاني بصورة غير متوقعة في حادث سقوط عن الخيل في 28 يوليو 450، واجهت الإمبراطورية الرومانية الشرقية أول أزمة خلافة لها منذ 60 عامًا. لم يكن لدى ثيودوسيوس أبناء، ولم يُعين خليفة له. تشير بعض المصادر اللاحقة إلى أنه أوصى بتولي مارقيان الإمبراطورية الشرقية على فراش موته، ولكن يُعتقد أنها مجرد دعاية نشرها أنصار مارقيان بعد انتخابه.
خدم مارقيان والد أسبار أردابور بولاء لمدة خمسة عشر عامًا، وخدم أسبار لبعض الوقت. تآمر أسبار لكي يُنتخب مارقيان، وكان قادرًا على التفاوض مع شخصيات قوية أخرى لوضع الإمبراطور، على الرغم من غموضه النسبي. كان هناك تأخير لمدة شهر واحد بين وفاة ثيودوسيوس وانتخاب مارقيان. ربما كان هذا بسبب مفاوضات بين أسبار وبلخريا، أخت ثيودوسيوس الثاني، التي وافقت على الزواج من مارقيان. على الرغم من كونها متزوجة من مارقيان، فإن بلخريا حافظت على عهد العذرية التي قطعته في عام 413، في سن الرابعة عشرة، وذلك خلال سنوات زواجها الثلاث معه. ساعد زواجهما في إضفاء الشرعية على حكم مارقيان، لأن عائلة بلخريا، من السلالة الثيودوسيوسية، التي كان لها صلات مباشرة بالعرش. كان من المحتمل أيضًا وجود حاجة لإجراء مفاوضات بين أسبار وفلافيوس زينو، الذي كان في وضع مماثل من ناحية القوة العسكرية. مُنح فلافيوس زينو مرتبة البطارقة المرموقة عند صعود مارقيان إلى الحكم في عام 450. وقد قاد هذا الأمر إلى اقتراح العديد من المؤرخين أنهم توصلوا إلى اتفاق يقضي بمكافأة زينو لدعمه مارقيان ولعدم محاولته تنصيب نفسه الإمبراطور.
انتُخب مارقيان في 25 أغسطس 450، مع تتويجه من قبل بلخريا نفسها كإمبراطور، وهو حدث فريد من نوعه يرمز إلى مشاركة القوة الإمبراطورية، ومن المحتمل تعزيزه لشرعية مارقيان. انتُخب مارقيان دون أي تشاور مع الإمبراطور الروماني الغربي، فالنتينيان الثالث، والذي اعتُبر كمؤشر على المزيد من الفصل بين الإمبراطوريتين الرومانية الشرقية والغربية. لم يعترف فالنتينيان الثالث بمارقيان كإمبراطور روماني شرقي حتى مارس 452. في عام 453، أنجب مارقيان ابنته من زواج سابق، مارقيا أوفيميا، والتي تزوجت من أنثيميوس، الذي سيصبح إمبراطورًا رومانيًا غربيًا في المستقبل.
أدى انتخاب مارقيان عام 450 إلى تغييرات كبيرة في سياسة الإمبراطورية الشرقية. قُتل أو أُعدم كريسافيوس المخصي والذي كان سباثاريوس (حارس الغرف الإمبراطورية)، ومارس الكثير من النفوذ على ثيودوسيوس الشاب، واتخذ مارقيان موقفًا أكثر صرامةً ضد الهون ودورًا مباشرًا أكثر في الشؤون الكنسية. لهذه الأسباب، يعتبره بعض المؤرخين الإمبراطور الروماني الأقوى، أو على الأقل الأكثر استقلالية، على الرغم من حقيقة أن معارضة كل من بلخريا وفلافيوس زينو لتأثير كريسافيوس، ربما تكون قد حفزت تصرفات مارقيان.

### الصراع مع الهون
عكس مارقيان سياسات ثيودوسيوس تقريبًا مباشرةً بعد أن أصبح الإمبراطور، وألغى جميع المعاهدات مع أتيلا وأعلن نهاية الإعانات. صرح بأنه قد يمنح هدايا لأتيلا إذا كان مخلصًا، لكن سيصد إذا حاول مداهمة الإمبراطورية الرومانية الشرقية. في هذا الوقت، كان أتيلا يستعد لغزو الإمبراطورية الرومانية الغربية، تحت ستار مساعدة فالنتينيان الثالث ضد القوط الغربيين. كان أتيلا غاضبًا، وطالب مارقيان بدفع الجزية، لكنه لم يغير خططه بالغزو. قاد حشده من القوات في ربيع عام 451 إلى الغرب من بانونيا إلى الإمبراطورية الرومانية الغربية. نظم فلافيوس أيتيوس، القائد الأعلى (باللاتينية: Comes et Magister Utriusque Militiae) للإمبراطورية الرومانية الغربية، الدفاع وطالب القوط الغربيين والفرنجة والبرغنديين والألان والساكسون والسيلتيك الأرموريكان وغيرهم من المجموعات القبلية بمساعدتهم. كانت قوات أتيلا مكونة من الغبيديين والألان والسكيريين والهيرولي والروغيانس وبعض الفرنجة والبرغنديين والقوط الشرقيين